# Sphyrna lewini
Sphyrna lewini, anomenat en català llunada fistonada o peix martell de front arquejatés una espècie de tauró martell de la família Sphyrnidae que habita en aigües tropicals de tot el món. En general no és agressiu, i per poder observar-lo, els bussos han de romandre tranquils i silenciosos sense arribar a perseguir-los. Com altres taurons martell, pot percebre camps elèctrics per trobar les seves preses, ja que pot durar molt temps sense menjar.
És una espècie en perill d'extinció , ja que s'enfronta a l'"aleteig de taurons" per fer la famosa sopa d'aleta de tauró. Quan els tallen les aletes, moren ofegats per falta de moviment. Els governs de Costa Rica i Colòmbia han denunciat l'aleteig de taurons. A les illes Cocos i Malpelo és comú veure grans grups de taurons martell, i es garanteix el busseig amb ells. Tots dos països han compartit la conservació dels taurons martell.